# Christian Leberecht Vogel
Christian Leberecht Vogel, född 4 april 1759 i Dresden, död där 11 april 1816, var en tysk målare. Christian Leberecht Vogel var far till Carl Christian Vogel von Vogelstein.

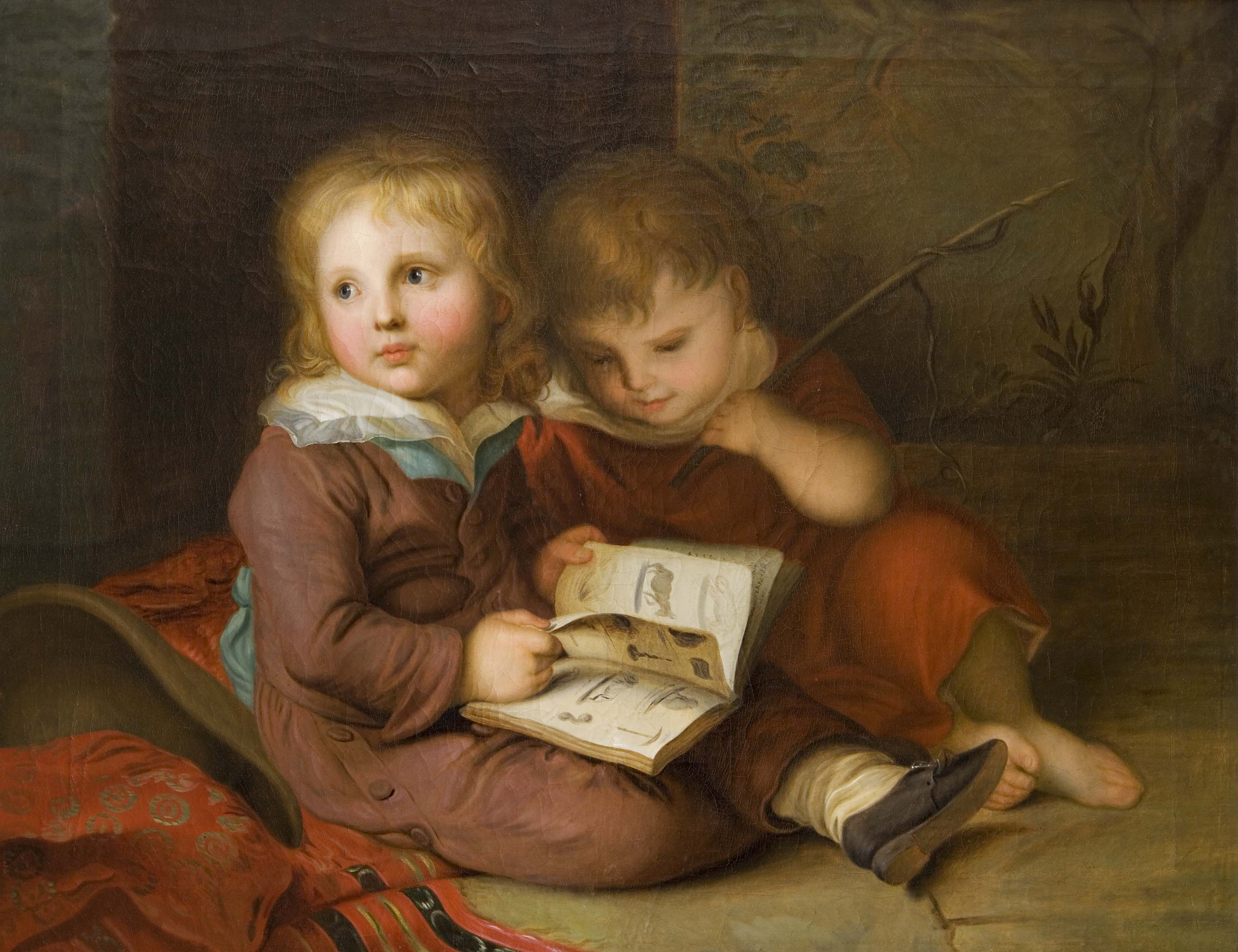
Vogels porträtt av sina två söner.

Vogel var elev vid akademien i hemstaden och målade porträtt, genremålningar med barn, plafonder och altartavlor. Många av hans verk finns på slottet Wildenfels i Sachsen och i dess omnejd, där han från 1780 vistades under ett par årtionden. Vogel återvände till Dresden 1804 och blev där professor 1814. Han var främst uppskattad för sina porträtt, och till hans främsta arbeten räknas dubbelporträttet av hans båda söner, som idag finns på Dresdengalleriet.